# الإيمان والعلم والتفاهم
الإيمان والعلم والتفاهم (بالإنجليزية: Faith, Science and Understanding) هو كتاب لجون بولكينغهورن يستكشف جوانب التكامل بين العلم واللاهوت. وهو مبني على محاضرات ألقاها في جامعة نوتنغهام وجامعة ييل وعلى بعض الأوراق البحثية الأخرى.

## ملخص
- في 1: علم اللاهوت في الجامعة يشير بولكينهورن إلى أن «الغرض الأساسي للجامعة هو اكتشاف ونشر المعرفة» وأن الجامعات هي تعبيرات مؤسسية عن المعتقدات في قيمة المعرفة من أجل المعرفة والوحدة الأساسية في كل المعرفة. يقول إن نظرية الكم توضح المبدأ «لا تجعل الفطرة السليمة مقياسًا لكل شيء ولكن كن مستعدًا للتعرف على جوانب الواقع في تلك الأنماط المتأصلة في طبيعتها، مهما كانت هذه الأنماط غريبة للوهلة الأولى». يجادل بأن التجربة الشخصية هي جانب أساسي من جوانب الواقع وأن الحدس البشري للواقع اللامتناهي هو حقيقة أخرى حول الإنسانية وأن أحد أدوار اللاهوت هو الدراسة الفكرية للبعد الديني للتجربة الشخصية، بينما يمكن للميتافيزيقا أن تقدم فهماً أعمق للواقع.
- في 2: دوافع الإيمان يرفض تفسيرات العلم التبسيطية، ويثني بدلاً من ذلك على نهج مايكل بولاني. يشير إلى أن قوانين الطبيعة تعمل طوال الوقت، ولكن هذا الفهم ممكن فقط إذا كان لدينا إمكانية الوصول إلى الأنظمة التي تتسم بالشفافية بشكل خاص في تحقيقنا، ويقترح أن الله موجود دائمًا، ولكن كانت هناك لحظات معينة في التاريخ الذي كان مفتوحًا بشكل غير عادي للحضور الإلهي، وهذا الكتاب المقدس هو الدليل، حيث سجل التجربة الروحية التأسيسية. يشرح عقيدة الثالوث ويثني على وجود جون زيزيولاس كصديق.
- في 3: دور الوحي يقترح أن «الوحي يحمل تشابهًا مع الدور الذي تلعبه الملاحظات والتجربة في العلم» وأن السعي وراء البساطة من خلال دراسة الظروف القاسية (مثل التشتت العميق غير المرن) هو جزء مهم عن العلم.[1] كما يقترح أن حقيقة أن الكتاب المقدس لا يزال يقرأ باهتمام وربح روحي من قبل الكثير من الناس بعد فترة طويلة من كتابته هي حقيقة يجب أن تؤخذ في الاعتبار.
- في 4: التصميم في علم الأحياء؟ يناقش مبدأ إنساني بالإضافة إلى المنظور الفيزيائي الذي تم استكشافه جيدًا، فهو يثني على استكشافات مايكل دينتون لخصائص العالم المادي التي يبدو أنها تتناسب مع ضرورات الحياة وتأكيد الحائز على جائزة نوبل كريستيان دي دوف " جملة مونود الشهيرة "لم يكن الكون حاملاً بالحياة، ولا المحيط الحيوي بالإنسان"،[2] أجبته: "أنت مخطئ. لقد كانوا كذلك". ويناقش أيضًا بحذر ادعاءات مايكل بيهي حول التعقيد غير القابل للاختزال.
- في 5: أفكار ثانوية قام بتعديل بعض مواقفه السابقة إلى حد ما، خاصة فيما يتعلق بنظرية الأكوان المتعددة.
- في 6: كينوتيك الخلق والعمل الإلهي يناقش آرثر بيكوك وطبيعة السببية.
- في 7: توقيت العلوم الطبيعية والعمل الإلهي حدد «أربع تفسيرات ميتاسينتيكية مختلفة لطبيعة الوقت، كل منها يدعي أنه مشتق من الفيزياء المعاصرة».
- في 8: المعاصرون يناقش أفكار وولفهارت بانينبيرغ وتوماس تورانس وبول دافيس.
- في 9: العلوم واللاهوت في إنجلترا قام برسم "التاريخ الإنجليزي الطويل للتفاعل بين اللاهوت والعلم" من روبرت جروسيتيست عبر فرانسيس بيكون وتوماس براون وروبرت بويل، نقلاً عن تشارلز كينجسلي وأوبري مور وفريدريك تمبل الذين "لعبوا دورًا مهمًا" جزء من الترحيب برؤى تشارلز داروين و"الإشارة إلى أن الفيزيائيين البريطانيين العظماء في القرن التاسع عشر" فاراداي وماكسويل وكلفن وستوكس كانوا جميعًا هم رجال من ذوي الإيمان الديني العميق". إنه "يشعر أن كل عالم لاهوت ألماني يكتب مع كانط ينظر من فوق كتف بينما هيجل ينظر إلى كتف آخر" في حين أن الإنجليز "يميلون إلى التمتع بعلاقة أكثر استرخاءً مع الفلسفة".